# 10. etape af Giro d'Italia 2021
10. etape af Giro d'Italia 2021 er en 140 km lang flad etape, som køres den 17. maj 2021 med start i L'Aquila og mål i Foligno. Dagen efter kommer løbets første hviledag.

## Resultater

### Etaperesultat
| \| Etaperesultat \| Etaperesultat \| Etaperesultat \| Etaperesultat \| Etaperesultat \| \| Rytter \| Rytter \| Hold \| Tid \| \| \| ------------- \| ----------------- \| ---------------------- \| ------------- \| ------------- \| \| 1. \| Peter Sagan \| Bora-Hansgrohe \| 3t 10' 56" \| \| \| 2. \| Fernando Gaviria \| UAE Team Emirates \| + 0" \| \| \| 3. \| Davide Cimolai \| Israel Start-Up Nation \| + 0" \| \| \| 4. \| Stefano Oldani \| Lotto-Soudal \| + 0" \| \| \| 5. \| Gianni Vermeersch \| Alpecin-Fenix \| + 0" \| \| \| 6. \| Dries De Bondt \| Alpecin-Fenix \| + 0" \| \| \| 7. \| Andrea Vendrame \| AG2R Citroën Team \| + 0" \| \| \| 8. \| Vincenzo Albanese \| Eolo-Kometa \| + 0" \| \| \| 9. \| Elia Viviani \| Cofidis \| + 0" \| \| \| 10. \| Sebastián Molano \| UAE Team Emirates \| + 0" \| \| |                   |                        |            |
| |                   |                        |            |
| Kilde: ProCyclingStats |                   |                        |            |
| Etaperesultat |                   |                        |            |
| Rytter | Rytter            | Hold                   | Tid        |
| 1. | Peter Sagan       | Bora-Hansgrohe         | 3t 10' 56" |
| 2. | Fernando Gaviria  | UAE Team Emirates      | + 0"       |
| 3. | Davide Cimolai    | Israel Start-Up Nation | + 0"       |
| 4. | Stefano Oldani    | Lotto-Soudal           | + 0"       |
| 5. | Gianni Vermeersch | Alpecin-Fenix          | + 0"       |
| 6. | Dries De Bondt    | Alpecin-Fenix          | + 0"       |
| 7. | Andrea Vendrame   | AG2R Citroën Team      | + 0"       |
| 8. | Vincenzo Albanese | Eolo-Kometa            | + 0"       |
| 9. | Elia Viviani      | Cofidis                | + 0"       |
| 10. | Sebastián Molano  | UAE Team Emirates      | + 0"       |

### Klassement efter etapen
| \| Samlede stilling \| Samlede stilling \| Samlede stilling \| Samlede stilling \| Samlede stilling \| \| Rytter \| Rytter \| Hold \| Tid \| \| \| ---------------- \| ---------------- \| ---------------------- \| ---------------- \| ---------------- \| \| 1. \| Egan Bernal \| Ineos Grenadiers \| 38t 30' 17" \| \| \| 2. \| Remco Evenepoel \| Deceuninck-Quick Step \| + 14" \| \| \| 3. \| Aleksandr Vlasov \| Astana-Premier Tech \| + 22" \| \| \| 4. \| Giulio Ciccone \| Trek-Segafredo \| + 37" \| \| \| 5. \| Attila Valter \| Groupama-FDJ \| + 44" \| \| \| 6. \| Hugh Carthy \| EF Education-Nippo \| + 45" \| \| \| 7. \| Damiano Caruso \| Bahrain Victorious \| + 46" \| \| \| 8. \| Daniel Martin \| Israel Start-Up Nation \| + 52" \| \| \| 9. \| Simon Yates \| BikeExchange \| + 56" \| \| \| 10. \| Davide Formolo \| UAE Team Emirates \| + 1' 02" \| \| |                  |                        |             |
| |                  |                        |             |
| Kilde: ProCyclingStats |                  |                        |             |
| Samlede stilling |                  |                        |             |
| Rytter | Rytter           | Hold                   | Tid         |
| 1. | Egan Bernal      | Ineos Grenadiers       | 38t 30' 17" |
| 2. | Remco Evenepoel  | Deceuninck-Quick Step  | + 14"       |
| 3. | Aleksandr Vlasov | Astana-Premier Tech    | + 22"       |
| 4. | Giulio Ciccone   | Trek-Segafredo         | + 37"       |
| 5. | Attila Valter    | Groupama-FDJ           | + 44"       |
| 6. | Hugh Carthy      | EF Education-Nippo     | + 45"       |
| 7. | Damiano Caruso   | Bahrain Victorious     | + 46"       |
| 8. | Daniel Martin    | Israel Start-Up Nation | + 52"       |
| 9. | Simon Yates      | BikeExchange           | + 56"       |
| 10. | Davide Formolo   | UAE Team Emirates      | + 1' 02"    |

| Pointkonkurrence | Pointkonkurrence  | Pointkonkurrence            | Pointkonkurrence | Pointkonkurrence |
| Rytter           | Rytter            | Hold                        | Point            |                  |
| ---------------- | ----------------- | --------------------------- | ---------------- | ---------------- |
| 1.               | Peter Sagan       | Bora-Hansgrohe              | 108 point        |                  |
| 2.               | Fernando Gaviria  | UAE Team Emirates           | 91 point         |                  |
| 3.               | Davide Cimolai    | Israel Start-Up Nation      | 91 point         |                  |
| 4.               | Tim Merlier       | Alpecin-Fenix               | 83 point         |                  |
| 5.               | Elia Viviani      | Cofidis                     | 79 point         |                  |
| 6.               | Giacomo Nizzolo   | Qhubeka Assos               | 76 point         |                  |
| 7.               | Matteo Moschetti  | Trek-Segafredo              | 42 point         |                  |
| 8.               | Filippo Tagliani  | Androni Giocattoli-Sidermec | 39 point         |                  |
| 9.               | Filippo Fiorelli  | Bardiani CSF Faizanè        | 39 point         |                  |
| 10.              | Dylan Groenewegen | Jumbo-Visma                 | 36 point         |                  |

| Pointkonkurrence | Pointkonkurrence  | Pointkonkurrence            | Pointkonkurrence | Pointkonkurrence |
| Rytter           | Rytter            | Hold                        | Point            |                  |
| ---------------- | ----------------- | --------------------------- | ---------------- | ---------------- |
| 1.               | Peter Sagan       | Bora-Hansgrohe              | 108 point        |                  |
| 2.               | Fernando Gaviria  | UAE Team Emirates           | 91 point         |                  |
| 3.               | Davide Cimolai    | Israel Start-Up Nation      | 91 point         |                  |
| 4.               | Tim Merlier       | Alpecin-Fenix               | 83 point         |                  |
| 5.               | Elia Viviani      | Cofidis                     | 79 point         |                  |
| 6.               | Giacomo Nizzolo   | Qhubeka Assos               | 76 point         |                  |
| 7.               | Matteo Moschetti  | Trek-Segafredo              | 42 point         |                  |
| 8.               | Filippo Tagliani  | Androni Giocattoli-Sidermec | 39 point         |                  |
| 9.               | Filippo Fiorelli  | Bardiani CSF Faizanè        | 39 point         |                  |
| 10.              | Dylan Groenewegen | Jumbo-Visma                 | 36 point         |                  |

| Bjergkonkurrence | Bjergkonkurrence  | Bjergkonkurrence                   | Bjergkonkurrence | Bjergkonkurrence |
| Rytter           | Rytter            | Hold                               | Point            |                  |
| ---------------- | ----------------- | ---------------------------------- | ---------------- | ---------------- |
| 1.               | Geoffrey Bouchard | AG2R Citroën Team                  | 51 point         |                  |
| 2.               | Egan Bernal       | Ineos Grenadiers                   | 48 point         |                  |
| 3.               | Gino Mäder        | Bahrain Victorious                 | 44 point         |                  |
| 4.               | Bauke Mollema     | Trek-Segafredo                     | 23 point         |                  |
| 5.               | Giulio Ciccone    | Trek-Segafredo                     | 20 point         |                  |
| 6.               | Kobe Goossens     | Lotto-Soudal                       | 18 point         |                  |
| 7.               | Francesco Gavazzi | Eolo-Kometa                        | 17 point         |                  |
| 8.               | Vincenzo Albanese | Eolo-Kometa                        | 16 point         |                  |
| 9.               | Rein Taaramäe     | Intermarché-Wanty-Gobert Matériaux | 13 point         |                  |
| 10.              | Remco Evenepoel   | Deceuninck-Quick Step              | 13 point         |                  |

| Bjergkonkurrence | Bjergkonkurrence  | Bjergkonkurrence                   | Bjergkonkurrence | Bjergkonkurrence |
| Rytter           | Rytter            | Hold                               | Point            |                  |
| ---------------- | ----------------- | ---------------------------------- | ---------------- | ---------------- |
| 1.               | Geoffrey Bouchard | AG2R Citroën Team                  | 51 point         |                  |
| 2.               | Egan Bernal       | Ineos Grenadiers                   | 48 point         |                  |
| 3.               | Gino Mäder        | Bahrain Victorious                 | 44 point         |                  |
| 4.               | Bauke Mollema     | Trek-Segafredo                     | 23 point         |                  |
| 5.               | Giulio Ciccone    | Trek-Segafredo                     | 20 point         |                  |
| 6.               | Kobe Goossens     | Lotto-Soudal                       | 18 point         |                  |
| 7.               | Francesco Gavazzi | Eolo-Kometa                        | 17 point         |                  |
| 8.               | Vincenzo Albanese | Eolo-Kometa                        | 16 point         |                  |
| 9.               | Rein Taaramäe     | Intermarché-Wanty-Gobert Matériaux | 13 point         |                  |
| 10.              | Remco Evenepoel   | Deceuninck-Quick Step              | 13 point         |                  |

| Ungdomskonkurrence | Ungdomskonkurrence | Ungdomskonkurrence    | Ungdomskonkurrence | Ungdomskonkurrence |
| Rytter             | Rytter             | Hold                  | Tid                |                    |
| ------------------ | ------------------ | --------------------- | ------------------ | ------------------ |
| 1.                 | Egan Bernal        | Ineos Grenadiers      | 38t 30' 17"        |                    |
| 2.                 | Remco Evenepoel    | Deceuninck-Quick Step | + 14"              |                    |
| 3.                 | Aleksandr Vlasov   | Astana-Premier Tech   | + 22"              |                    |
| 4.                 | Attila Valter      | Groupama-FDJ          | + 44"              |                    |
| 5.                 | Daniel Martínez    | Ineos Grenadiers      | + 1' 13"           |                    |
| 6.                 | Tobias Foss        | Jumbo-Visma           | + 2' 23"           |                    |
| 7.                 | Jai Hindley        | Team DSM              | + 4' 28"           |                    |
| 8.                 | João Almeida       | Deceuninck-Quick Step | + 4' 56"           |                    |
| 9.                 | Harold Tejada      | Astana-Premier Tech   | + 7' 35"           |                    |
| 10.                | Lorenzo Fortunato  | Eolo-Kometa           | + 8' 28"           |                    |

| Ungdomskonkurrence | Ungdomskonkurrence | Ungdomskonkurrence    | Ungdomskonkurrence | Ungdomskonkurrence |
| Rytter             | Rytter             | Hold                  | Tid                |                    |
| ------------------ | ------------------ | --------------------- | ------------------ | ------------------ |
| 1.                 | Egan Bernal        | Ineos Grenadiers      | 38t 30' 17"        |                    |
| 2.                 | Remco Evenepoel    | Deceuninck-Quick Step | + 14"              |                    |
| 3.                 | Aleksandr Vlasov   | Astana-Premier Tech   | + 22"              |                    |
| 4.                 | Attila Valter      | Groupama-FDJ          | + 44"              |                    |
| 5.                 | Daniel Martínez    | Ineos Grenadiers      | + 1' 13"           |                    |
| 6.                 | Tobias Foss        | Jumbo-Visma           | + 2' 23"           |                    |
| 7.                 | Jai Hindley        | Team DSM              | + 4' 28"           |                    |
| 8.                 | João Almeida       | Deceuninck-Quick Step | + 4' 56"           |                    |
| 9.                 | Harold Tejada      | Astana-Premier Tech   | + 7' 35"           |                    |
| 10.                | Lorenzo Fortunato  | Eolo-Kometa           | + 8' 28"           |                    |

| Holdkonkurrence | Holdkonkurrence       | Holdkonkurrence | Holdkonkurrence |
| Hold            | Hold                  | Tid             |                 |
| --------------- | --------------------- | --------------- | --------------- |
| 1.              | Ineos Grenadiers      | 115t 34' 02"    |                 |
| 2.              | Team BikeExchange     | + 3' 26"        |                 |
| 3.              | Trek-Segafredo        | + 5' 47"        |                 |
| 4.              | Bahrain Victorious    | + 6' 49"        |                 |
| 5.              | Deceuninck-Quick Step | + 7' 44"        |                 |
| 6.              | EF Education-Nippo    | + 10' 49"       |                 |
| 7.              | Team DSM              | + 11' 05"       |                 |
| 8.              | Movistar Team         | + 14' 07"       |                 |
| 9.              | Jumbo-Visma           | + 20' 07"       |                 |
| 10.             | Astana-Premier Tech   | + 26' 40"       |                 |

| Holdkonkurrence | Holdkonkurrence       | Holdkonkurrence | Holdkonkurrence |
| Hold            | Hold                  | Tid             |                 |
| --------------- | --------------------- | --------------- | --------------- |
| 1.              | Ineos Grenadiers      | 115t 34' 02"    |                 |
| 2.              | Team BikeExchange     | + 3' 26"        |                 |
| 3.              | Trek-Segafredo        | + 5' 47"        |                 |
| 4.              | Bahrain Victorious    | + 6' 49"        |                 |
| 5.              | Deceuninck-Quick Step | + 7' 44"        |                 |
| 6.              | EF Education-Nippo    | + 10' 49"       |                 |
| 7.              | Team DSM              | + 11' 05"       |                 |
| 8.              | Movistar Team         | + 14' 07"       |                 |
| 9.              | Jumbo-Visma           | + 20' 07"       |                 |
| 10.             | Astana-Premier Tech   | + 26' 40"       |                 |